# Meteorologija
Meteorologija ali vremenoslovje je geofizikalna veda, ki obravnava procese in pojave v atmosferi in pojave, ki so soodvisni od njih. Temeljne teme, s katerimi se ukvarja, so sestava, struktura in gibanje ozračja. Dogajanje v ozračju poskuša čim bolje razumeti in napovedati. Beseda meteorologija izhaja iz staro-grških besed "μετέωρος -  metéōros" in "λογία - logia" in pomeni "veda o stvareh visoko v zraku".
Primeri procesov, pojavov in tem, s katerimi se ukvarja meteorologija, so: vreme, vetrovi, cikloni in anticikloni, vremenske fronte, nevihte, oblaki, megla, padavine,  toča, turbulenca, dogajanje v prizemni plasti ozračja, medsebojni vplivi ozračja in površja, globalna cirkulacija atmosfere, energetika Zemljinega ozračja in sevalna bilanca, ekstremni vremenski dogodki, neurja in vročinski valovi, podnebje, podnebne spremembe, meteorološke meritve ter napoved vremena in podnebja. 
Strokovnjak, ki se ukvarja z meteorologijo, se imenuje meteorolog ali vremenoslovec.  